# 日本自動車技術会規格
日本自動車技術会規格（にほんじどうしゃぎじゅつかいきかく）とは、公益社団法人自動車技術会(JSAE)が制定する工業規格で、オートバイを含めた自動車に関わる技術進歩や安全性の確保、ならびに生産の効率化に寄与することを目的としている。英語ではJapanese Automotive Standards Organizationと表記し、頭文字を取ってJASOと表記される。世界に先行して二輪自動車用4サイクルエンジン油の規格が制定された。

## エンジンオイル
JASO規格のうちエンジンオイル規格の国内外における適正な普及を図るために活動する団体としてJASOエンジン油普及促進評議会がある。日本自動車工業会、日本自動車技術会、日本陸用内燃機関協会、潤滑油協会と添加剤会社により1994年に設立された。

### M 345 「2サイクルガソリン機関―潤滑油―性能分類」
二輪自動車、汎用機、船外機などの2ストロークガソリン機関に用いられる潤滑油について規定し、1994年に制定された。2ストロークオイルについて、潤滑性、清浄性、排気煙ならびに排気系閉塞性をJASO M 340、M 341、M 342、ならびにM 343に定められる試験方法で評価し、FB、FC、FDの3グレードに性能が分類される。FAは廃止されたが、性能分類は以下のように位置づけられている。
FA2サイクルエンジンにとって最低限の性能を有する。
FBFAに比べて特に潤滑性、清浄性に優れる。
FCFBに比べて排気煙、排気系閉塞性に優れるロースモークタイプ。
FDFCに比べてエンジン高温時の清浄性能を向上させた。
また、ISO規格として当規格のFB・FC・FDがそれぞれEGB・EGC・EGDとして採用されている。

### T 903 「二輪自動車－4サイクルガソリンエンジン油」
1970年代以降の、4ストロークエンジンを搭載したオートバイではクランクケースとトランスミッションケースを一体にして、エンジンとトランスミッションを同じオイルで潤滑する車種が一般的となっている。また、オートバイで広く採用されている湿式多板クラッチは、クラッチの主要部品がエンジンオイルに浸かっている構造を持つ。一方で、1990年代以降の4輪車には高い省燃費性が求められるようになり、4サイクルオイルは低粘度、低摩擦特性の傾向となった。こうしたオイルをオートバイに用いると、低摩擦特性によりクラッチが滑ったり、低粘度性によりトランスミッションギヤの耐久性が低下したりといったこと懸念される。
このような背景のなか、消費者がオートバイ用オイルを購入する際の選択基準を明確にするため、1998年に社団法人自動車技術会はオートバイ用4サイクルエンジンオイルの規格であるJASO T903を制定した。発行後も、情勢に合わせて内容が改正され2006年、2011年、2016年の3回の改正が行われている。どの改正版のオイルなのかは規格に関する書式(ロゴマーク)で確認でき、2011年版であれば「JASO T 903:2011」と表記される。適合するオイルは申請することでJASOを経てオンファイルされ、ロゴマークの表記が可能となる。オンファイルの申請および記載には期間があり各改正版により期限が設けられている。古い版の申請は改正が発行される前日で締め切られ、記載は適当な期限をもって終了する。2016年現在では発行当初の1998年版は2011年4月30日にオンファイル終了しており、2006年版は2016年9月30日、2011年版は2021年9月30日に終了予定である。現行の最新版は2016年版となり2016年10月1日より表示が開始される。
API規格などの基本的な条件を満たしたエンジンオイルの中からJASO T904（現在はT903）に定められる評価試験を行うことで、MA、MA1、MA2またはMBの4グレードに分類され、届け出者はグレードを容器に表示することができる。グレードを分類する指標は摩擦特性に関連する指数だけであり、せん断安定性などの性能は共通である。2006年改訂版では、MAが新たにMA1とMA2とに細分され、APIグレードの最低基準をSEからSGに変更されたほか、三元触媒の標準化を見据えてリン含有量の基準（0.08%以上0.12%未満）も定められた。2011年には供給性に課題があったクラッチプレートの材質および比較基準油が変更され、関連して摩擦特性の指数基準（DFI、SFI、STI）が修正された。またこのT904試験はT903規格に統合一本化された。なおAPI規格のSN/RC、SM/ECおよびILSAC規格のGF-4、GF-5の追加は見送られた。2016年の改定では2011年の摩擦特性試験の改定の前後で分類が変わってしまうという指摘があったため再び分類の指数基準等の見直しが行われた。また以前まで必要が無かったモリブデン含有量の報告（規制ではない）が追加された。
|     | 動摩擦特性試験(DFI)                 | 静摩擦特性試験(SFI)                 | 制動時間指数(STI)                   |
| --- | ----------------------------------- | ----------------------------------- | ----------------------------------- |
| MA  | 1.45以上2.50未満 (1.35以上2.50未満) | 1.15以上2.50未満 (1.45以上2.50)未満 | 1.55以上2.50未満 (1.40以上2.50未満) |
| MA1 | 1.45以上1.80未満 (1.35以上1.50未満) | 1.15以上1.70未満 (1.45以上1.60未満) | 1.55以上1.90未満 (1.40以上1.60未満) |
| MA2 | 1.80以上2.50未満 (1.50以上2.50未満) | 1.70以上2.50未満 (1.60以上2.50未満) | 1.90以上2.50未満 (1.60以上2.50未満) |
| MB  | 0.50以上1.45未満 (0.40以上1.35未満) | 0.50以上1.15未満 (0.40以上1.45未満) | 0.50以上1.55未満 (0.40以上1.40未満) |

※括弧内は2016年版の数値。表に記載はないが2011年版の数値も異なる。
MA規格は3指数がMA基準内である事が必要。MA1規格とMA2規格に関しても各分類の基準内である事が必要で、例えば2指数がMA1基準、1指数がMA2基準となる場合は通常のMA規格となる。MB規格は3指数がMB基準内であるか、最低1指数がMB基準内、それ以外の指数がMA基準内であればMB規格として申請できる。
JASO T 903における化学性状のうち、高温高せん断粘度（HTHS粘度）はグレードによらず2.9mPa-s（ミリパスカル・秒）以上で、SAE粘度分類では"30"以上に相当し、欧州自動車工業会（ACEA）の規格では、“xW-20”以外のすべてのグレードに相当する。また、せん断安定性（CEC法 ディーゼルインジェクターを用いての30サイクル試験後の100℃動粘度）についてのSAE粘度分類との関係は次の通りである。
|        | 試験後動粘度   | SAEに規定される新油の動粘度 |
| ------ | -------------- | --------------------------- |
| xW-30  | 9.0以上        | 9.3-12.5                    |
| xW-40  | 12.0以上       | 12.5-16.3                   |
| xW-50  | 15.0以上       | 16.3-21.9                   |
| その他 | グレード規定内 |                             |

JASOとAPI規格は別個に規定されているのではなく、JASO　旧T903：1998はAPI SE - SL（ILSAC GF-1、GF-2　ACEA A1、A2、A3　CCMC G-4、G-5）の認定、または相当するオイル、T903 2006ではSG-SM（ILSAC GF-1、GF-2、GF-3　ACEA A1/B1、A3/B3、A3/B4、A5/B5、C2、C3）のいずれかの認定または相当、T903 2011ではSG-SN（ILSAC GF-1、GF-2、GF-3　ACEA A1/B1、A3/B3、A3/B4、A5/B5、C2、C3、C4）のいずれかの認定または相当するオイルであることが前提条件にある。
- JASO　T903　（2006）　リン量　0.08-0.12mass%、硫酸灰分量　1.2mass%以下[5]

2018年現在、ホンダとヤマハ、スズキは日本で販売される純正オイルにMA系とMBの両方を揃え、使用する車種に応じてそれぞれのグレードを指定している。ホンダ純正オイルのうち、ホンダウルトラG1、G2、G3ならびにG4はMAグレードを、ホンダウルトラS9とホンダウルトラE1はMBグレードを表示している。ヤマハ純正オイルではヤマルーブRS4GP、プレミアムシンセティック、スポーツ、スタンダードプラスはMA2グレードを、TMAXを除くスクーター用（ブルーバージョン For スクーター（Blue）・レッドバージョン For スクーター（Red）、Blueは4ミニスクーターの後継で旧FXを内包しRedはホンダのOEM車向け）はMBグレードを表示している。スズキの純正オイルはエクスターTYPE04MAがMAグレードであったが、エクスターシリーズのモデルチェンジに伴い鉱物油のR5000のスクーター用がMBグレードである他は鉱物油のR5000、部分合成油のR7000、全合成油のR9000がすべてMA2グレード。かつて国内向けではスズキのOEMで存在した（エプシロン）以外にスクーターを持たない（海外向けはJがあるがエンジン部分はキムコ製である）カワサキの純正オイルは全てがMAで、MBの純正オイルはない（ただしカタログにあるシェルアドバンスのみMA2グレードである）。

### M 355 「自動車用ディーゼル機関潤滑油」
日本では自動車用ディーゼルエンジンオイルに、品質規格としてAPIサービス分類が一般的に用いられていたが、すべりタイプの動弁系の摩耗防止性能強化など、APIサービス分類にない性能を付加して日本製エンジンに適合させていた例があった。。例を挙げると商用・産業用において主流であったCD規格は旧API規格ではDS規格となる1955年に導入された極めて古い規格であり、エンジンの進歩に合わせ独自の試験を付加した「Japanese CD」や「CD Plus」といったものが存在していた。しかしそれらは業界内のガイドラインや社内テストといったもので厳格に規格化されたものではなく、例え「Japanese CD」に準拠している前提でCD規格を指定した場合、準拠した製品が殆どである国内市場においては問題はなくとも海外市場においては通常のCD規格との違いが必ずしも明確ではなく運用上の問題があった。この独自の試験を付与した結果新しいAPI規格、例えばCF-4油が国内CD油より一部性能が劣るという逆転現象も起きた。また、自動車メーカから長期排出ガス規制対応エンジンに適合する新たなオイルの品質規格を設定することが求められた。アジア市場においても日本車の市場占有率が高く、日本国内と同様に品質規格の設定がSAE Fuel and Lubricant Division Steering Committee for Asiaから求められた。以上の様にCD規格を指定し続けるのは問題があり新しいAPI規格に移行していく必要があった。実際にCD規格以降もCF-4規格まではAPI規格を国内導入していた。ところがCF-4の次の規格となるCG-4規格油を日本製エンジンに多いすべり動弁エンジンで試験を行ったところ許容を超える動弁系の摩耗を生じる処方のオイルが存在した事が主要因となりCG-4以降のAPI規格の国内導入が見送られることとなった。。これはCF-4に比べCG-4がスス分散性が重視され無灰分散剤の配合が増えた事ですべり動弁での耐摩耗性に影響したとされる。国内ではCG-4油の流通が限られた事から大きな混乱は無かったが、一部の海外向け国産ディーゼル車のマニュアルではCF-4以前のAPI規格が指定されCG-4を使用しないよう注記がされるなど、API規格が後方互換性を持つと認識していた海外ユーザーに混乱をもたらす事となった。耐摩耗性への懸念の他にもAPI規格で用いられる米国製エンジンの燃焼条件やピストン形状が日本製エンジンと異なり、日本製エンジンで行ったピストン清浄性試験も満足出来る結果ではなかった。日本側(JAMA)はAPI規格に上記の問題への対応を盛り込むようアメリカ側(EMA)と協議したものCH-4においても対応はされなかった。その後、日本側が提案した新規格案(PC-8)もあったが合意には至らなかった。なおCH-4規格は導入の遅れにより当初から旧式化しておりアメリカのNOx低減の排ガス規制からのスス増加に対応出来ていなかった。これに対しCH-4の強化案(PC-7.5)も計画され、これに日本側の要求が盛り込まれる事も期待されたがマック・トラックスとカミンズという影響力の大きい二大メーカーがOEM規格で独自に対応、これによりCH-4＆OEM規格でPC-7.5の役割を果たす事となり規格化は見送られた。
この様にAPI規格の動きが遅く日本製エンジンへの対応も遅々として進まず、更にCH-4時点ではまだ本格的な対応をしていなかったEGR対策も必要性となってきた。またCD規格は1995年末に廃止されており、こうした背景から日本製エンジンにより適合するエンジンオイル規格が求められるようになり、2000年10月にJASO M 355が制定されDH-1規格が導入された。規格の試験内容の一部はAPI規格を踏襲しつつ、その他の試験の追加やエンジンテストに日本製エンジンを採用するなど日本製エンジンに最適化した規格となっている。
新短期以降の排出ガス規制に適合させるため、DPFおよびNOX還元触媒などの後処理装置を搭載したディーゼル車では、従来の規格に加え、灰分、リン、イオウ含有量等の化学組成を規定した品質規格が必要となり、2005年4月に改訂された。この改訂で従来のDH-1は品質規格が見直され、新たにトラック・バス用としてDH-2、乗用車クラス用としてDL-1が設定された。2008年4月の改訂でDH-2とDL-1に規定されるエンジンオイルの塩素量の上限値についての見直しなどが行われた。この後にも改定や一部改定が随時行われており、性能に関わる大きな変更はないものの細かい変更点は多い。
JASO M355認証には、JASOがM336とM354で規定するエンジン試験のほか、米国試験材料協会（ASTM）などの試験を行い、所定の性能を満たしたことを届け出た製品はDH-1、DH-2およびDL-1に分類され、規格の種類を表示できる。なおJASO M355の内容については業界の情勢や試験エンジン・オイルなどの供給事情の関係から適宜変更され、最新のものはM355:2017となる。
DH-1
摩耗および腐食防止、高温酸化安定性、すす対策、等の性能向上を必要とする長期排出ガス規制対応エンジン用として開発された。さらに、ピストン清浄製の悪化、高温デポジットの生成、泡の発生、蒸発オイル損失によるオイル消費、せん断粘度低下、オイルシール劣化などを防止する性能が含まれている。長期排出ガス規制以前のエンジンにも使用することも可能であり、またエンジンメーカーのオイル交換距離推奨に従うことを前提に、硫黄分が0.05%を越える軽油を使用する場合にも適用できる。灰分の規定はないものの塩基価が10.0以上と規定される事から相応の灰分を含み、リンや硫黄等の規制もないため基本的にDPF付車両への使用は厳禁となる。
DH-2
ディーゼル微粒子捕集フィルター(DPF)を装着し、新短期以降の規制に適合したディーゼル車に用いるエンジンオイルのうち、トラック・バスのヘビーデューティー用の分類である。JASO DH-1の要求性能に加え、DPFや触媒への適合性が高い。DPFの閉塞に繋がる硫酸灰分を制限することで、DPFの詰まりを低減、触媒被毒につながるリン・硫黄も上限値を設定しつつ基本的な性能はDH-1レベルを確保している。DPFの閉塞に繋がる硫酸灰分は1.0±0.1%に制限。リンが0.1%以下、硫黄分が0.5%以下と設定されている。塩基価が5.5以上と低くなるため硫黄分0.005%以下の低硫黄軽油の使用が前提となる。なおエンジンメーカーのオイル交換距離推奨に従う事を前提に新短期以前のエンジンに使用出来る事から条件付きながらDH-1と互換性がある事となる。
DL-1
DH-2と同様に新短期以降の規制に適合したディーゼル車に用いるエンジンオイルのであるが、乗用車クラスのライトデューティー用である。トラック・バスと乗用車クラスでは、エンジン耐久性、オイル交換距離、省燃費性など、エンジンオイルへの要求レベルが異なることから種別が分けられた。硫酸灰分は0.6%以下とDH-2より更に低く設定されており、これは世界的に見ても低いものとなる。塩基価の規定はないが灰分は0.6%以下と規定される事から塩基価は相応に低くなるため硫黄分0.005%以下の低硫黄軽油の使用が前提となる。
なお上記各規格はベースオイル等の指定がなく、特にDL-1では低粘度かつ低いグレードのベースオイルを用いたことによる蒸発オイルがブローバイガスに混入しEGR経路等を汚染することが多く、純正以外のオイルを用いた場合に特に発生することが多い問題であった。これが遠因となり、平成30年排出ガス規制を適用した世代の車両からは従前ではDL-1を指定していた国産車が相次いでACEAのCカテゴリに移行する事態となっている。
以下の規格は2017年10月に導入のM355:2017で追加された規格となる。
DH-2F
省燃費仕様のDH-2規格。基本はDH-2と変わらないが、従来のDH規格では要求されていなかった省燃費性の規定が追加された。DL-1では省燃費性の規定が存在するが試験法は乗用車を前提としたものであり大型ディーゼルエンジンの省燃費性を評価する公的な試験法は無かった。このため省燃費試験法として新たにJASO M362:2017が制定された。
DL-0
排ガス規制が緩くDPF装着などが要求されず燃料品質の低い（高硫黄軽油など）途上国・新興国において、日本自動車工業会に加盟するメーカーの多くはディーゼル乗用車にCF-4規格を推奨している。しかしCF-4は2008年で認証取得は終了、APIにおいて既に廃番扱いとなっている。高硫黄な燃料に対してはDH-1で対応可能ではあるがDHは前提としてトラックやバスなどの商用車を対象とした規格であり、乗用車向けとなるDL規格は導入当初のDL-1の時点で低灰分仕様となっていたため高硫黄燃料に対応した非DPF乗用車用ディーゼル油はJASOには存在しなかった。このためポストCF-4となりえる認証を伴った乗用車ディーゼル油（DL規格）の必要性が高まっていた。そこでこれに対応するDL-0が新たに制定された。規格内容はDH-1とDL-1それぞれと部分的に共通しているが灰分はDL-1の0.6以下に対してDL-0は1.6以下と高く規定され、リンや硫黄等の規制値もないためDPF付エンジンへの使用はDH-1と同様に厳禁である。なお燃料もDH-1と同様にエンジンメーカーのオイル交換距離推奨に従う限り硫黄分0.05%以上の軽油が使用できる事となっている。

### M 364 「自動車用ガソリン機関潤滑油」
日本の自動車メーカーは自動車用エンジンオイルの規格としては従前よりAPI規格を採用してきた。このうちディーゼルエンジンオイルは前述の通り国内メーカー製エンジンとAPI規格との相性の問題からJASO規格の制定・導入に至っている。ガソリンエンジンオイルはディーゼルエンジンオイルにJASO規格が制定された後もAPI規格およびILSAC規格の採用を続けてきた。2010年代後半には0W-20を切る粘度のエンジンオイルが登場したが、これらのオイル（のうち特に0W-12以下のもの）を米国製エンジンで評価するのが難しいという問題が発生。そのため、この種の低粘度エンジンオイルを日本製エンジンを用いて評価する当規格が制定された。当規格に準拠したエンジンオイルはGLV-1として分類される。

### その他
現在の国内ではほぼ用いられる事はないが、形式化されたものとして「JASO SE」が存在した。これはAPI:SE規格に独自の試験を付加したもので、動弁系摩耗保護、低温分散性、高温酸化安定性を高めており、短期的にはILSAC/GF-1〜GF-2を満たすものとしている。
その他「Japanese SG」や前述の「Japanese CD(PLUS)」、「Japanese CC」などもあるが、こちらはガイドラインのみで形式化はされていない。しかしデータシート等では「JASO SG」や「JASO CD」など表記されている事があるためココに記す。
ガイドラインとしては「Japanese  SG」は日本製エンジンを使った試験、「Japanese CC」「Japanese CD」は日産SD22エンジンでそれぞれ50時間、100時間の試験を行い要求をパス、「Japanese CD Plus」は「Japanese CD」にメーカーの社内テストを加えたものとしている。
以上の規格表記は国内では見かける事はなく、ネット上では海外オイルの一部で散見される程度である。

## JASO M315
世界的なATF（自動変速機油）の規格であるゼネラルモーターズのDEXRON（デキシロン）規格や、フォード車向け規格であるMERCON（マーコン）規格と同様に、日本車のオートマチックトランスミッションの制御に最適化された規格としてJASO 1A規格が定められている。JASO M315試験認証を経て所定の性能を満たしたオイルのみが規格を明記することが許されており、近年ではJASO M315の改訂に伴い、さらに高度なATに対応したJASO 1A02やJASO 1A03などの規格も登場してきている。しかし、近年の6速以上の多段ATやセミAT、CVTなどでは専用のフルードがトランスミッションと共に同時開発される事例が増えている。それに伴いそれらに用いられる低粘度フルードもJASO 1A-LV（LVはLow Viscosity（低粘度）の略）として規格化された。
　
トヨタだけでもATFは7種以上におよび、デキシロンやマーコンもまた仕様が細分化されてきている。マルチと呼ばれる汎用性の高いATFも販売されているが、全てのATには対応できない。JASO規格を普及させることによりATFの種類を整理し、誤選択によるトラブルを回避し、在庫管理の負担を低減するのも規格制定の目的であった。なおJASO 1AはデキシロンIIIに相当する。

## その他の規格
JASOは材料やOリングやボルトといった部品だけでなく、車両走行試験に至るまで幅広く規格を規定している。たとえば、自動車用のガソリンエンジンオイルの評価規格には動弁系摩耗試験のM328-95や清浄性試験のM331-91、高温酸化安定性試験のM333-93がある。また、JIS規格とは異なる規定のものもあり、たとえば六角ボルト規格では、JIS規格のものよりもJASO規格は頭の2面幅を小さく設定している。
JASO[B]
車体規格
JASO[C]
シャシ・ブレーキ規格
JASO[D]
電装規格
JASO[E]
原動機規格
JASO[F]
要素規格
JASO[M]
材料・表面処理規格
JASO[T]
二輪自動車規格
JASO[Z]
自動車一般・その他規格